# William Berner
Wilhelm "William" Berner (6. februar 1825 i København – 2. marts 1887 på Frederiksberg) var en dansk hofjægermester, bror til Alexander Berner-Schilden-Holsten.
Han var søn af kammerherre Alexander George Berner og Sophie Anna Juliane Margrethe født komtesse Holck-Winterfeldt. Han var forpagter af Haugård og blev hofjægermester.
20. oktober 1849 blev Berner gift med Mary Christmas (29. april 1829 i København - 15. marts 1887 på Frederiksberg), datter af guvernør John Christmas og Malvina født Benner.